# Румянцев, Владислав Александрович
Владисла́в Алекса́ндрович Румя́нцев (род. 10 июня 1943, Казань) — российский учёный, специалист в области гидрологии, лимнологии и географии. Доктор географических наук, академик Российской академии наук (2011; член-корреспондент с 2000).

## Биография
Родился 10 июня 1943 года в городе Казани.
В 1968 году окончил гидрологический факультет Ленинградского гидрометеорологического института.
С 1988 по 2015 год был директором Института озероведения Российской академии наук.

## Основные работы
- Система ранней диагностики кризисных экологических ситуаций на водоемах. СПб., 2006 (совм. с Н. В. Игнатьевой);
- Великие озера мира. СПб., 2012 (совм. с В. Г. Драбковой, А. В. Измайловой);
- Ладога. СПб., 2013 (ред.).

## Награды
- Премия имени Ф. П. Саваренского Российской академии наук за серию научных работ «Стохастические методы в гидрологии» (2013)[3]
- Медаль ордена «За заслуги перед Отечеством» I степени (2024)[4]
- Медаль ордена «За заслуги перед Отечеством» II степени (1999)[5]
- Медаль «В память 300-летия Санкт-Петербурга»[1]
- Медаль с премией имени К. Я. Кондратьева СПбО РАН (2024)[6]